# Caecobarbus geertsi
Caecobarbus geertsi, tên gọi địa phương là barbu aveugle, là một loài cá vây tia trong họ Cyprinidae. Nó là thành viên duy nhất của chi Caecobarbus. Loài này chỉ được tìm thấy ở Cộng hòa Dân chủ Congo.